# Hugo van Zyl
Pas d'image ? Cliquez ici

a Compétitions nationales et continentales officielles uniquement.

b Matchs officiels uniquement.
Hugo van Zyl, né le 20 août 1932 à Porterville et mort le 9 mai 2007, est un ancien joueur de rugby international sud-africain. Il évolue au poste de troisième ligne aile.

## Carrière
Il dispute son premier test match le 26 juillet 1958 contre la France dans une série historique pour les Bleus. 
Il est ensuite choisi pour disputer une série de quatre matchs contre les All Blacks qui est remportée par les Springboks avec deux victoires, un match nul et une défaite. 
En 1960-1961 il est sélectionné à cinq reprises avec les Springboks, qui font une tournée en Europe. Il l'emporte sur le pays de Galles 3-0. Il participe ensuite à la victoire contre l'Irlande 8-3 puis à celle sur l'Angleterre 5-0 et enfin l'Écosse 12-5.
Le 18 février 1961 les Sud-africains concèdent le match nul à Paris 0-0.
Hugo van Zyl participe ensuite à trois victoires sur les Irlandais et Australiens en 1961.
Hugo van Zyl achève sa carrière internationale contre les Lions britanniques en disputant trois matchs de la tournée de 1962.
Il effectue toute sa carrière au sein de la province du Western Province.

## Palmarès
- 17 sélections
- 4 essais, 12 points
- Sélections par saison : 1 en 1958, 7 en 1960, 6 en 1961, 3 en 1962.